# 114025 Krzesinski
114025 Krzesinski este un asteroid din centura principală de asteroizi.

## Descriere
114025 Krzesinski este un asteroid din centura principală de asteroizi. A fost descoperit pe 30 octombrie 2002 la Apache Point Observatory în cadrul programului Sloan Digital Sky Survey. Asteroidul prezintă o orbită caracterizată de o semiaxă mare de 2,58 ua, o excentricitate de 0,08 și o înclinație de 7,6° în raport cu ecliptica.